# メアリー・エレン・ルーディン
メアリー・エレン・ルーディン（Mary Ellen Rudin 、1924年12月7日 - 2013年3月18日）は、アメリカ合衆国の数学者。ウィスコンシン大学マディソン校名誉教授。エルデシュ数は1。

## 人物
テキサス州ヒルズボロで、メアリー・エレン・エスティル（Mary Ellen Estill）として生まれ、テキサス大学に通い、1944年に修士号、1949年にロバート・リー・ムーアの下で博士号を取得した。1971年からウィスコンシン大学で数学の教授を務めた。
1953年、数学者のウォルター・ルーディンと結婚。師ムーアの後を追い、点集合論的位相幾何学の研究を行った。1980年から1981年にかけ、米国数学会の副会長を務めた。